# Wyspy (singel)
Wyspy – drugi singel z albumu polskiego zespołu Futro pt. Futro. W utworze tytułowym gościnnie zaśpiewał Fisz. Do utworu powstał teledysk. Utwór "Wojny Gwiezdne" pochodzi z albumu Tribute to Kryzys i jest coverem zespołu Kryzys

## Lista utworów
1. Wyspy [4:28]
2. Wyspy – Ali Remix [3:42]
3. Face Reading – Sesiz&Scsi Remix [6:09]
4. Face Reading – Perez Remix [3:45]
5. Wojny gwiezdne [4:05]